# Stadio Al-Nahyan
Lo stadio Al-Nahyan (in arabo استاد آل نهيان‎?) è uno stadio della città di Abu Dhabi, negli Emirati Arabi Uniti. La sua capienza è di circa 17.000 posti a sedere. Fu costruito nel 1995 ed è l'attuale sede degli incontri casalinghi dell'Al-Wahda, squadra di Abu Dhabi.
Nonostante la sua capienza ridotta, è uno stadio attrezzato e moderno. Ha ospitato alcune partite del campionato mondiale Under-20 del 2003, della Coppa del Golfo 2007 e della Coppa d'Asia 2019.
È formato da una curva sul lato sud, sede degli ultras dell'Al-Wahda, una tribuna sul lato est, una gradinata al coperto alla sinistra del campo e da una piccola curva a nord, sede del settore ospiti. La massima capienza raggiunta da questo stadio è stata di 14 000 spettatori durante la partita di Coppa del Golfo 2007 Arabia Saudita-Iraq (24 gennaio 2007), terminata con il risultato di 1-0 per la squadra saudita.

## Incontri del mondiale Under-20 del 2003
- Paraguay -  Stati Uniti 1-3 (girone F)
- Corea del Sud -  Germania 2-0 (girone F)
- Germania -  Stati Uniti 3-1 (girone F)
- Corea del Sud -  Paraguay 0-1 (girone F)
- Paraguay -  Germania 2-0 (girone F)
- Stati Uniti -  Corea del Sud 2-0 (girone F)
- Giappone -  Corea del Sud 2-1 (ottavi di finale)
- Burkina Faso -  Canada 1-0 (ottavi di finale)

## Incontri della Coppa d'Asia 2019
- Thailandia -  India 1-4 (girone A)
- Giappone -  Turkmenistan 3-2 (girone F)
- Vietnam -  Iran 0-2 (girone D)
- Corea del Sud -  Cina 2-0 (girone C)
- Qatar -  Iraq 1-0 (ottavi di finale)